# Jonathan Cherry
Jonathan Cherry (Montreal, 3 de diciembre de 1978) es un actor canadiense conocido por interpretar a Rory Peters en Final Destination 2 y también un papel en la película House of the Dead. Además, estuvo en una película de bajo presupuesto llamada Marker y algunos episodios de CSI.

## Filmografía
- Goon: Last of the Enforcers (2017) (TV) como Marco Belchior
- Another WolfCop (2016) como Willie Higgins
- WolfCop (2014) como Willie Higgins
- What If (2013) como Josh
- Tagged (2011) (TV) como Tom Reich (preproducción)
- Goon (2011) como Marco (posproducción)
- Manslaughter (2011) como Taz (posproducción)
- The Wreck (2007) como Chuck
- CSI: Miami (2006) como Gavin
- In the Stars (2006) como Matthew
- CSI: Nueva York (2006) como James Golden
- Christmas in Boston (2005) (TV) como Matt
- Bald (2005) como Max
- The White Dog Sacrifice (2005) como Jason
- Marker (2005) (TV) como Spumoni Agnellos
- Barbara Jean (2005) como Jonathan
- America 101 (2005) como Estudiante
- Love on the Side (2004) como Chuck Stuckley
- Black Sash (2003) como Mark
- House of the Dead (2003) como Rudy Curien
- Final Destination 2 (2003) como Rory Peters
- They (2002) como Darren
- The Outer Limits (2002) como Andy
- Long Shot (2002) como Vernon
- Till Dad Do Us Part (2001) (TV) como Dennis Qualintip